# Recount
Recount ist ein US-amerikanisches Filmdrama aus dem Jahr 2008. Regie führte Jay Roach, das Drehbuch schrieb Danny Strong.

## Handlung
Der Film zeigt das Nachzählen der Stimmen in Florida während der Präsidentschaftswahl in den Vereinigten Staaten 2000. Al Gores Stabschef Ron Klain drängt auf eine erneute Auszählung der Stimmen während Warren Christopher Imageschäden der Vereinigten Staaten in der Welt fürchtet. Die Republikaner bezeichnen die Ereignisse als „Straßenschlacht um die Präsidentschaft“. James Baker und die Wahlleiterin für Florida Katherine Harris mischen sich in die öffentliche Diskussion ein, was zu einer Gerichtsverhandlung führt. Am 8. Dezember 2000 wird gerichtlich die Neuzählung angeordnet.

## Kritiken
Brian Lowry schrieb in der Zeitschrift Variety vom 19. Mai 2008, der Film sei „intelligent und starbesetzt“. Er biete „eine weitere fein gestimmte Darstellung“ von Kevin Spacey. Tom Wilkinson schaffe es, in der relativ begrenzten Zeit „vornehm, onkelhaft, skrupellos und brillant“ die verkörperte Figur James Baker darzustellen.

„Der spannende Film greift die Ereignisse in einer Mischung aus Fiktion und Dokumenten auf, wobei er sich auf die Chefstrategen der Wahlkämpfer und ihr zähes Ringen konzentriert. Vorzüglich gespielt, pendelt er zwischen Dramatik und ironischer Satire, ergreift zwar nicht direkt Partei, benennt aber Tricks, Fehler und Pannen beider Lager.“

## Auszeichnungen
Der Film erhielt im Jahr 2008 als Bester Fernsehfilm, für Regie und für den Schnitt den Emmy. Zu den acht weiteren Nominierungen für den gleichen Preis gehörten jene für das Drehbuch sowie für die Darstellungen von Kevin Spacey, Tom Wilkinson, Bob Balaban, Denis Leary und Laura Dern.
Bei den 66th Annual Golden Globe Awards am 11. Januar 2009 gewann Laura Dern den Golden Globe für Best Performance by an Actress in a Supporting Role in a Series, Mini-Series or Motion Picture Made for Television.

## Hintergrund
Zeitweise wurde als Regisseur Sydney Pollack vorgesehen, der jedoch aufgrund einer Erkrankung aus dem Projekt ausstieg. Der Film wurde in Jacksonville (Florida) und in Tallahassee gedreht. Seine Premiere in den Vereinigten Staaten fand am 25. Mai 2008 statt.